# Markus Kaufmann (Radsportler)
Markus Kaufmann (* 1981) ist ein deutscher Radrennfahrer mit Schwerpunkt im Mountainbikesport.
Kaufmann wurde in den Jahren 2012 und 2016 Deutscher Meister im Mountainbike-Marathon. In dieser Disziplin startete er mehrfach bei Weltmeisterschaften, seine beste Platzierung war dabei ein sechster Rang im Jahr 2015. Mit seinem Partner Jochen Käß gewann er 2014 und 2015  das Etappenrennen Bike Transalp und bereits 6 mal die Zillertal Challenge.

## Erfolge
2012
- Deutsche Meisterschaften – Mountainbike-Marathon

2013
- Gesamtwertung Bike Transalp

2014
- Deutsche Meisterschaften – Mountainbike-Marathon
- Gesamtwertung Bike Transalp (mit Jochen Käß)
- Gesamtwertung TransSchwarzwald
- Cape Epic (Einzelwettbewerb)

2015
- Deutsche Meisterschaften – Mountainbike-Marathon
- Gesamtwertung Bike Transalp (mit Jochen Käß)

2016
- Deutsche Meisterschaften – Mountainbike-Marathon

2017
- Deutsche Meisterschaften – Mountainbike-Marathon

2018
- Deutsche Meisterschaften – Mountainbike-Marathon
- Gesamtwertung Bike Transalp

## Teams
- 2003 – 2018 Centurion-VAUDE
- 2019 Texpa-Simplon